# Anti-folk
Anti-folk (o simplement antifolk) és una qualificació musical que s'aplica quan les cançons són de caràcter independent, d'un gènere abstracte o una mena de paròdia de la música folk perquè els mitjans de gravació i producció han sigut francament dolents.
Es podria considerar aquest gènere com un equivalent al lo-fi i a la música outsider o independent.

## Artistes destacats
Grups i artistes que es podrien considerar integrants d'aquesta tendència són Daniel Johnston, Diabetic Socks, Smog, Devendra Banhart, Arde El Mar, Torsomaceta, The Smooges i Bingo Gazingo.